# Anonychia apora
Anonychia apora är en fjärilsart som beskrevs av Eugen Wehrli 1937. Anonychia apora ingår i släktet Anonychia och familjen mätare. Inga underarter finns listade i Catalogue of Life.